# سفيان الشويهدي
سفيان حمد الشويهدي (مواليد 16 أكتوبر 1998) هو لاعب كرة سلة ليبي يعد أبرز لاعبي نادي الأهلي بنغازي، ومنتخب ليبيا لكرة السلة، يبلغ طوله 201 سنتيمتر ويلعب في مركز لاعب هجوم قوي الجسم.

## المسيرة المهنية
بدأ سفيان مسيرته الاحترافية مع نادي الأهلي بنغازي في عام 2016 حيث تُوج برفقته بلقب الدوري الليبي الممتاز لكرة السلة مرتين، في موسم 2022-2023، وموسم 2024-2025، كما فاز بلقب كأس الممتاز الليبي لكرة السلة مرتين متتاليتين موسمي 2022، و 2023، كما شارك مع نادي الأهلي بنغازي في التصفيات المؤهلة لبطولة دوري إفريقيا لكرة السلة "البال"، وقدم خلال تلك التصفيات أداءً مميزًا، حيث بلغ متوسطه 13.3 نقطة في المباراة، إلى جانب 5.3 متابعات و1.8 تمريرة حاسمة، ساهم هذا الأداء في تأهل الأهلي بنغازي إلى النهائيات القارية لأول مرة في تاريخه، ممثلًا عن ليبيا.
وفي نهائيات بطولة دوري إفريقيا لكرة السلة، والتي أقيمت في العاصمة الرواندية كيغالي، خاض سفيان مع فريقه الأهلي بنغازي 10 مباريات ضمن منافسات مجموعة النيل، ونجح في الوصول مع فريقه الي المباراة النهائية، و بلغ متوسطه 4.8 نقاط و3.9 متابعات خلال 17.6 دقيقة لعب في كل مباراة. حيث حقق الأهلي بنغازي وصافة البطولة الإفريقية في أول ظهور له بالنهائيات.
وفي عام 2024، خاض سفيان تجربة احترافية قصيرة مع نادي الشارقة الإماراتي، بصفته لاعبًا دولياً في صفوف الفريق الإماراتي. شارك في البطولة العربية للأندية لكرة السلة التي أُقيمت في الإسكندرية، مصر. 
وقد أحرز الشويهدي خلال مسيرته مع الأهلي بنغازي جائزتين فرديتين رسميتين من الاتحاد الليبي لكرة السلة، حيث تم اختياره أفضل لاعب في مركز لاعب هجوم قوي الجسم في موسمي 2020–2021، و2022–2023.
في تصفيات بطولة أمم إفريقيا لكرة السلة 2025، شارك سفيان مع المنتخب الليبي لكرة السلة في التصفيات خلال نافذة النيل في 6 مباريات، حيث بلغ متوسطه 12.2 نقطة و4.8 متابعات لكل مباراة. وسجل نسبة نجاح بلغت 58.0% في التسديد من اللعب التطبيقي، و63.0% من داخل المنطقة، مع متوسط 1.3 تمريرات حاسمة و1.0 كفاءة تقييمية، محققًا من الناحية الفنية معدل تقييم 14.8 لكل مباراة. حيث لعب دورًا بارزًا في مباراة ليبيا ضد نيجيريا في فبراير 2024، بتسجيله 18 نقطة في مواجهة جمعتهما ضمن التصفيات. وقد عاد ليسجل في فبراير 2025، خلال مواجهات نافذة القاهرة، 12 نقطة و9 متابعات في مباراة ضد نيجيريا.  ومن خلال هذه المشاركة، تأهل منتخب ليبيا رسميًا إلى بطولة أمم إفريقيا لكرة السلة المقامة في أنغولا لأول مرة منذ عام 2009.